# Irving Howe
Irving Howe (n. 11 iunie 1920, New York City, New York, SUA – d. 5 mai 1993, New York City, New York, SUA) a fost un critic literar și social evreu american și o figură proeminentă a socialiștilor democrați din America.

## Primii ani
Howe s-a născut sub numele de Irving Horenstein în Bronx, New York. Era fiul unor imigranți evrei din Basarabia: Nettie (născută Goldman) și David Horenstein, ce avea un mic magazin care a dat faliment în timpul Marii Crize. Tatăl său a devenit negustor ambulant și apoi muncitor la o presă într-o fabrică de confecții. Mama lui a lucrat în comerțul cu îmbrăcăminte.
Howe a urmat cursurile City College din New York și a absolvit în 1940, alături de Daniel Bell și Irving Kristol; în vara anului 1940 și-a schimbat numele în Howe din motive politice. În perioada studenției a participat constant la dezbateri politice privind socialismul, stalinismul, fascismul și înțelesul iudaismului. El a servit în Armata SUA în timpul celui de-al Doilea Război Mondial. După ce a fost demobilizat a început să scrie cronici literare și culturale pentru revista comunistă de mic tiraj Partisan Review și a devenit un eseist frecvent la Commentary, politics, The Nation, The New Republic și The New York Review of Books. În 1954, Howe a contribuit la fondarea revistei intelectuale trimestriale Dissent, pe care a redactat-o până la moartea sa în 1993. În anii 1950 Howe a predat literatura engleză și idiș la Universitatea Brandeis din Waltham, Massachusetts. El a folosit Howe and Greenberg Treasury of Yiddish Stories ca un text didactic pentru un curs de literatură idiș.

## Scriitor
Cunoscut pentru critica literară, precum și pentru activismul social și politic, Howe a scris biografii critice ale lui Thomas Hardy, William Faulkner și Sherwood Anderson, un studdiu în care a examinat relația dintre politică și ficțiune, eseuri teoretice despre modernism, natura ficțiunii și darwinismul social. El a fost, de asemenea, unul dintre primii care au reanalizat activitatea lui Edwin Arlington Robinson și a contribuit la stabilirea reputației lui Robinson ca unul dintre marii poeți ai secolului al XX-lea. Scrierile sale au exprimat disprețl său față de sistemul capitalist din America.
El a scris multe cărți importante în cursul carierei sale, cum ar fi Decline of the New, The World Of Our Fathers, Politics and the Novel și autobiografia sa A Margin of Hope. De asemenea, el a scris o biografie a lui Lev Troțki, care a fost unul dintre eroii copilăriei sale.
Lucrarea exhaustivă și multisciplinară de istorie a evreilor est-europeni în America, The World Of Our Fathers, este considerată un studiu clasic de analiză socială. Howe explorează mediul evreiesc socialist din New York din care provenea. Examinează dinamica evreilor est-europeni și cultura pe care au creat-o în America. The World Of Our Fathers a câștigat 1977 National Book Award pentru lucrări istorice. El a editat și tradus multe povești din limba idiș și a realizat prima traducere în limba engleză a unei scrieri a lui Isaac Bashevis Singer pentru Partisan Review. A criticat scrierile timpurii ale lui Philip Roth, „Goodbye Columbus” și „Portnoy's Complaint”, considerându-le niște caricaturi filistine și vulgare ale vieții evreiești, care promovau cele mai grave stereotipuri antisemite. A mai scris, de asemenea, Socialism and America. În 1987 Howe a fost un beneficiar al MacArthur Fellowship.

## Moartea
El a murit la New York. Potrivit surselor de la Spitalul Sinai, cauza decesului a fost o boală cardiovasculară.

## Lucrări

### Cărți și broșuri
- Smash the profiteers: vote for security and a living wage, New York, N.Y. : Workers Party Campaign Committee, 1946.
- Don't pay more rent!, Long Island City, N.Y. : Published by Workers Party Publications for the Workers Party of the United States 1947.
- The UAW and Walter Reuther, with B. J. Widick. New York, Random House, 1949.
- Sherwood Anderson, New York, Sloane, 1951.
- William Faulkner, a critical study, New York, Random House, 1952.
- The American Communist Party, a critical history, 1919-1957, with Lewis Coser with the assistance of Julius Jacobson. Boston, Beacon Press, 1957.
- Politics and the novel, New York, Horizon Press, 1957.
- The Jewish Labor Movement in America: two views., with Israel Knox New York, Jewish Labor Committee, 1957.
- Edith Wharton, a collection of critical essays, Englewood Cliffs, N.J., Prentice-Hall 1962
- Poverty : views from the left, with Jeremy Larner New York : Apollo, 1962.
- T.E. Lawrence: The Problem of Heroism, The Hudson Review, Vol. 15, No. 3, 1962.
- A world more attractive; a view of modern literature and politics., New York, Horizon Press, 1963.
- Sherwood Anderson's Winesburg, Ohio, Washington, DC : Voice of America, 1964.  American novel series #14.
- New styles in "leftism.", New York, League for Industrial Democracy, 1965.
- On the nature of communism and relations with communists, New York, League for Industrial Democracy, 1966.
- Steady work; essays in the politics of democratic radicalism, 1953-1966., New York, Harcourt, Brace & World, 1966.
- Thomas Hardy, New York, Macmillan, 1967.
- The idea of the modern in literature and the arts, New York, Horizon Press, 1967.
- Literary modernism., Greenwich, Conn., Fawcett Publications, 1967.
- Student activism., Indianapolis, Bobbs-Merrill, 1967.
- Shoptalk : an instructor's manual for Classics of modern fiction : eight short novels  editor,  New York :  Harcourt, Brace & World,  1968.
- Beyond the new left, New York, McCall Pub. Co., 1970. ISBN: 0-8415-0021-5
- Decline of the new, New York, Harcourt, Brace & World, 1970
- The critical point, on literature and culture, New York, Horizon Press, 1973
- World of our fathers; the journey of the East European Jews to America and the life they found and made ,  New York : Harcourt Brace Jovanovich, 1976
- New perspectives: the diaspora and Israel, with Matityahu Peled New York : Harcourt Brace Jovanovich, 1976
- Trotsky,  London : Fontana Modern Masters, 1978
- Leon Trotsky,  New York : Viking Press, 1978
- Celebrations and attacks : thirty years of literary and cultural commentary, New York : Horizon Press, 1979. ISBN: 0-8180-1176-9
- The threat of conservatism with Gus Tyler and Peter Steinfels, New York, N.Y. : Foundation for the Study of Independent Social Ideas, 1980.
- The making of a critic, Bennington, Vt. : Bennington College, 1982.  Ben Belitt lectureship series, #5.
- A Margin of Hope: An intellectual Autobiography, Harcourt Brace Jovanovich, 1982. ISBN: 0-15-157138-4.
- Socialism and America, San Diego : Harcourt Brace Jovanovich, 1985.
- The American newness: culture and politics in the age of Emerson, Cambridge, Mass: Harvard University Press, 1986.
- American Jews and liberalism with Michael Walzer,  Leonard Fein and  Mitchell Cohen, New York, N.Y. : Foundation for the Study of Independent Social Ideas, 1986.
- The return of terrorism, Bronx, N.Y.: Lehman College of the City University of New York, 1989.  Herbert H. Lehman memorial lecture Lehman College publications, #22.
- Selected writings, 1950-1990 San Diego: Harcourt Brace Jovanovich, 1990.
- A critic's notebook edited and introduced by Nicholas Howe, New York: Harcourt Brace, 1994.
- The end of Jewish secularism, New York: Hunter College of the City University of New York, 1995.  Occasional papers in Jewish history and thought, #1.

### Articole, prefețe, traduceri
- The essence of Judaism, by Leo Baeck, translated by Howe and Victor Grubwieser, New York: Schocken Books 1948.
- A treasury of Yiddish stories, editor with Eliezer Greenberg New York, Viking Press, 1954.
- Modern literary criticism: an anthology, editor, Boston, Beacon Press, 1958.
- "New York in the Thirties: Some Fragments of Memory," Dissent, vol. 8, no. 3 (Summer 1961), pp. 241–250.
- New Grub Street by George Gissing; edited and introduced by Irving Howe, Boston : Houghton Mifflin, 1962.
- The basic writings of Trotsky edited and introduced by Irving Howe, New York, Random House, 1963.
- The Historical Novel by Georg Lukacs; preface by Irving Howe, Boston: Beacon Press, 1963
- Orwell's Nineteen eighty-four: text, sources, criticism editor,  New York : Harcourt, Brace and World,  1963.
- An American Tragedy by Theodore Dreiser; afterword by Irving Howe,  New York : Signet Classic,  1964.
- Jude the obscure by Thomas Hardy; edited with an introduction by Irving Howe,  Boston: Houghton Mifflin,  1965.
- The radical papers editor,  New York : Doubleday,  1966.
- Selected writings: stories, poems and essays. by Thomas Hardy; edited with an introduction by Irving Howe,  Greenwich, Conn., Fawcett Publications,  1966.
- Selected short stories of Isaac Bashevis Singer edited with an introduction by Irving Howe,  New York, Modern Library,  1966.
- The radical imagination; an anthology from Dissent Magazine editor,  New York : New American Library,  1967.
- A Dissenter's guide to foreign policy editor,  New York : Praeger,  1968.
- Classics of modern fiction; eight short novels editor,  New York :  Harcourt, Brace & World,  1968.
- A treasury of Yiddish poetry, editor with Eliezer Greenberg  New York, Holt, Rinehart and Winston, 1969.
- Essential works of socialism editor,  New York, Holt, Rinehart and Winston,  1970.
- The literature of America; nineteenth century editor,  New York, McGraw-Hill,  1970.
- Israel, the Arabs, and the Middle East editor with Carl Gershman,  New York, Quadrangle Books,  1970.
- Voices from the Yiddish: essays, memoirs, diaries, editor with Eliezer Greenberg  Ann Arbor, University of Michigan Press, 1972.
- The seventies: problems and proposals, editor with Michael Harrington  New York, Harper & Row, 1972.
- The world of the blue-collar worker editor,  New York, Quadrangle Books,  1972.
- Yiddish stories, old and new, editor with Eliezer Greenberg  New York, Holiday House 1974
- The new conservatives: a critique from the left editor,  New York, Quadrangle/The New York Times Book Co.,  1974.
- Herzog by Saul Bellow text and criticism edited by Irving Howe,  New York, Viking Press,  1976.
- Jewish-American stories, editor, New York : New American Library, 1977.
- Ashes out of hope: fiction by Soviet-Yiddish writers, editor with Eliezer Greenberg  New York : Schocken Books, 1977.
- Literature as experience: an anthology editor with John Hollander and  David Bromwich,  New York : Harcourt Brace Jovanovich,  1979.
- The best of Sholem Aleichem edited by Irving Howe and Ruth Wisse,  Washington: New Republic Book,  1979.
- Twenty-five years of Dissent: an American tradition compiled and with an introd. by Irving Howe,  New York : Methuen,  1979.
- How we lived: a documentary history of immigrant Jews in America, 1880-1930 editor with Kenneth Libo,  New York : R. Marek,  1979.
- The portable Kipling editor, New York, Viking Press, 1982
- Beyond the welfare state editor,  New York : Schocken Books,  1982.
- Short shorts: an anthology of the shortest stories edited by Irving Howe and Ilana Wiener Howe with an introduction by Irving Howe,  Boston, Mass: D.R. Godine, 1982
- 1984 revisited: totalitarianism in our century editor,  New York : Harper & Row,  1983.
- Alternatives, proposals for America from the democratic left editor,  New York : Pantheon Books,  1984.
- We lived there, too: in their own words and pictures—pioneer Jews and the westward movement of America, 1630-1930 editor with Kenneth Libo,  New York : St. Martin's/Marek,  1984.
- The Penguin book of modern Yiddish verse edited by Irving Howe, Ruth Wisse and Chone Shmeruk New York, Viking Press, 1987
- Oliver Twist by Charles Dickens, introduction  New York: Bantam,  1990.
- The castle by Franz Kafka, introduction  London : David Campbell Publishers,  1992.
- Little Dorrit by Charles Dickens, introduction  London : David Campbell Publishers,  1992.